# Nya Synagogan i Berlin
Nya Synagogan (tyska: die Neue Synagoge) byggdes 1859–1866 efter ritningar och planer av Eduard Knoblauch och Friedrich August Stüler, i österländska former med modern järnkonstruktion. Den är belägen på Oranienburger Straße i Berlin, Tyskland. Det är den största och bygghistoriskt mest betydande av de bestående synagogorna i staden. Under kristallnatten (Kristallnacht) den 9 november 1938 förstördes synagogans inre och raserades senare av de allierades bombräder. Idag har synagogan blivit restaurerad och används åter för gudstjänster.
I närheten av synagogan finns många institutioner och inrättningar med judisk anknytning.